# Alma Magazine
Alma Magazine es una revista editada en español que nació en los Estados Unidos en 2003 dirigida al público latino. La misma también se publica en varios países de Latinoamérica y por Internet.
La temática de la publicación va desde noticias de último momento a lo más destacado y relevante del mundo del arte, la cultura, política, tecnología, entre otros temas. La revista cultiva una estética general de vanguardia.